# Goscelin van Sint-Bertijns
Goscelin van Sint-Bertijns, ook Goscelin van Canterbury (ca. 1025 tot 1035 – kort na 1107) was een monnik uit de Sint-Bertijnsabdij in Sint-Omaars. Hij was afkomstig uit Vlaanderen of Brabant. Goscelin bezocht vele kloosters en kathedralen in Engeland en verzamelde daarbij het materiaal voor zijn Angelsaksische heiligenverhalen.
Hij verbleef korte tijd in de Sint-Pietersabdij te Gent, wellicht tussen 1055-1058, waar hij een nieuwe versie van het heiligenleven van Amalberga van Temse optekende.

## Tektstedities
- Vita sanctae Amalbergae virginis

- Bibsys: 2005665
- Bibliothèque nationale de France: cb14642792g (data)
- Gemeinsame Normdatei: 100943306
- International Standard Name Identifier: 0000 0003 8286 5456
- Library of Congress Control Number: n95013707
- Nationale Bibliotheek van Tsjechië: kup19980000032718
- Nationale bibliotheek van Australië: 61541974
- Nationale Bibliotheek van Israël: 987007513153405171
- Nederlandse Thesaurus van Auteursnamen: 262435993
- Système universitaire de documentation: 078904404
- Virtual International Authority File: 1123151778203218130000